# Villa Carafa d’Andria de Cillis

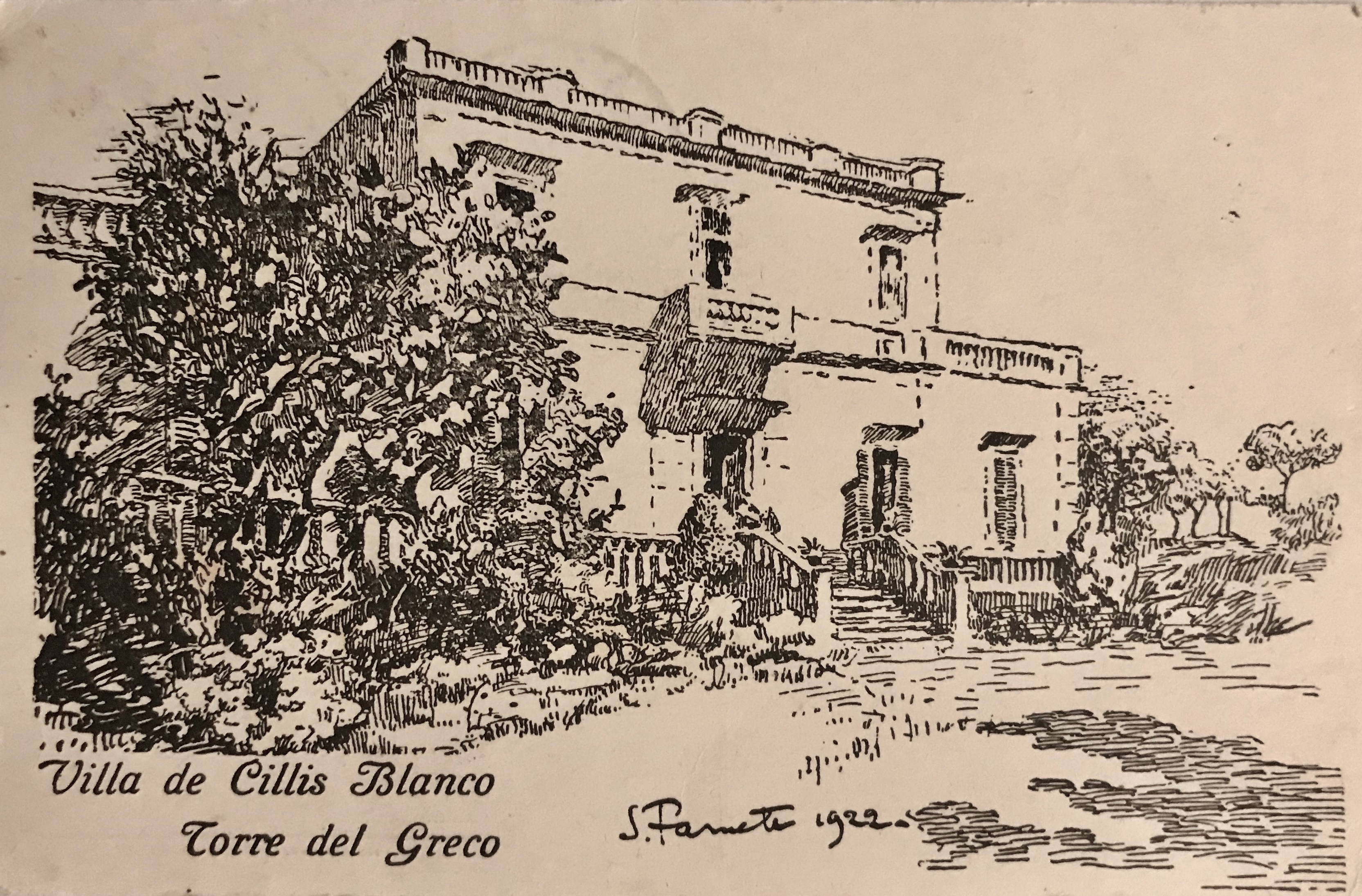
Villa Carafa d’Andria de Cillis auf einer Postkarte aus dem Jahr 1922

Die Villa Carafa d’Andria de Cillis (auch Palazzo de Cillis) ist ein Landhaus in Torre del Greco in der italienischen Region Kampanien. Es liegt im Gebiet der Miglio d’oro und im Nationalpark Vesuv, in der Via Giacomo Leopardi, 9. Das heutige Gebäude ist auf den radikalen Umbau eines Bauernhauses aus dem 18. Jahrhundert im Auftrag der Markgräfin Carafa d’Andria de Cillis im Jahre 1918 zurückzuführen.

## Beschreibung
Der Palazzo De Cillis war Ende des 18. Jahrhunderts ein Bauernhaus ohne großartigen architektonischen Anspruch. Außer den Kellern ist ein rustikaler Brunnen aus der Entstehungszeit des ersten Baukörpers erhalten.
1918 erfolgte im Auftrag der Markgräfin Eleonora ein Umbau nach den ästhetischen Gesetzen des Klassizismus und des Jugendstils. Das Gebäude wurde mit Stuck, Säulenfriesen, Marmorbalustraden und Riggiola (typisch neapolitanischer Fliesenboden) bereichert. Auf diese Zeit sind auch die emaillierten Wappen der vier Familien zurückzuführen, die die Ehe zwischen Luigi und Eleonora zeigten und am Eingang angebracht wurden.
Die Villa hat einen L-förmigen Grundriss mit zwei oberirdischen Geschossen und einem Kellergeschoss. Das gesamte Gebäude ist aus Vulkangestein des Vesuv erstellt. Über eine Marmortreppe gelangt man zum Eingang des Landhauses, der leicht erhöht in der Mitte der Fassade liegt. Im Hochparterre lag der Ballsaal mit einem imposanten, offenen Kamin. Aus diesem Saal gelangte man in die vier Repräsentationsräume, die mit Stuck und verschiedenfarbigen Damastverkleidungen an den Wänden verziert waren. Davon ist heute nicht mehr viel erhalten.
Über die große Marmortreppe gelangt man in das Obergeschoss, wo zwei Terrassen, eine östlich und eine westlich des zentralen Baukörpers, die Linien des Gebäudes gestalten.

## Geschichte
Das ursprünglich ländliche Gebäude wurde zu einer Sommerresidenz für die Markgräfin Eleonora umgebaut. Nach ihrer Heirat mit Luigi de Cillis, ihrem Nachbarn, zog sie von Neapel nach Torre del Greco. In dieser Zeit fanden in der Villa viele Treffen neapolitanischer Adelsfamilien statt: In den „Mittwochssalons“ trafen sich Persönlichkeiten, wie die Prinzessin di Sangro Casacalenda, Eigentümerin der Villa Campolieto, der Prinz Pignatelli, die Markgräfin von Serracapriola, die Markgräfin Bonelli aus Pompei, die Grafen Del Balzo und fast immer auch Literaten und Kulturschaffende. Die Schriftsteller, Dichter und Künstler fehlten nicht, darunter auch Benedetto Croce.
Nach der Bombardierung und Zerstörung des Orfanotrofio del Buon Consiglio am 15. September 1943 beherbergte die Markgräfin Eleonora in der Villa eine Zeitlang den Gründer des Waisenhauses, die Schwestern und die Waisen. Das letzte Familienmitglied, das in einigen Zimmern der Villa Carafa d’Andria de Cillis lebte, war Ludovico, genannt „Pupo“, der Neffe der Markgräfin Eleonora.

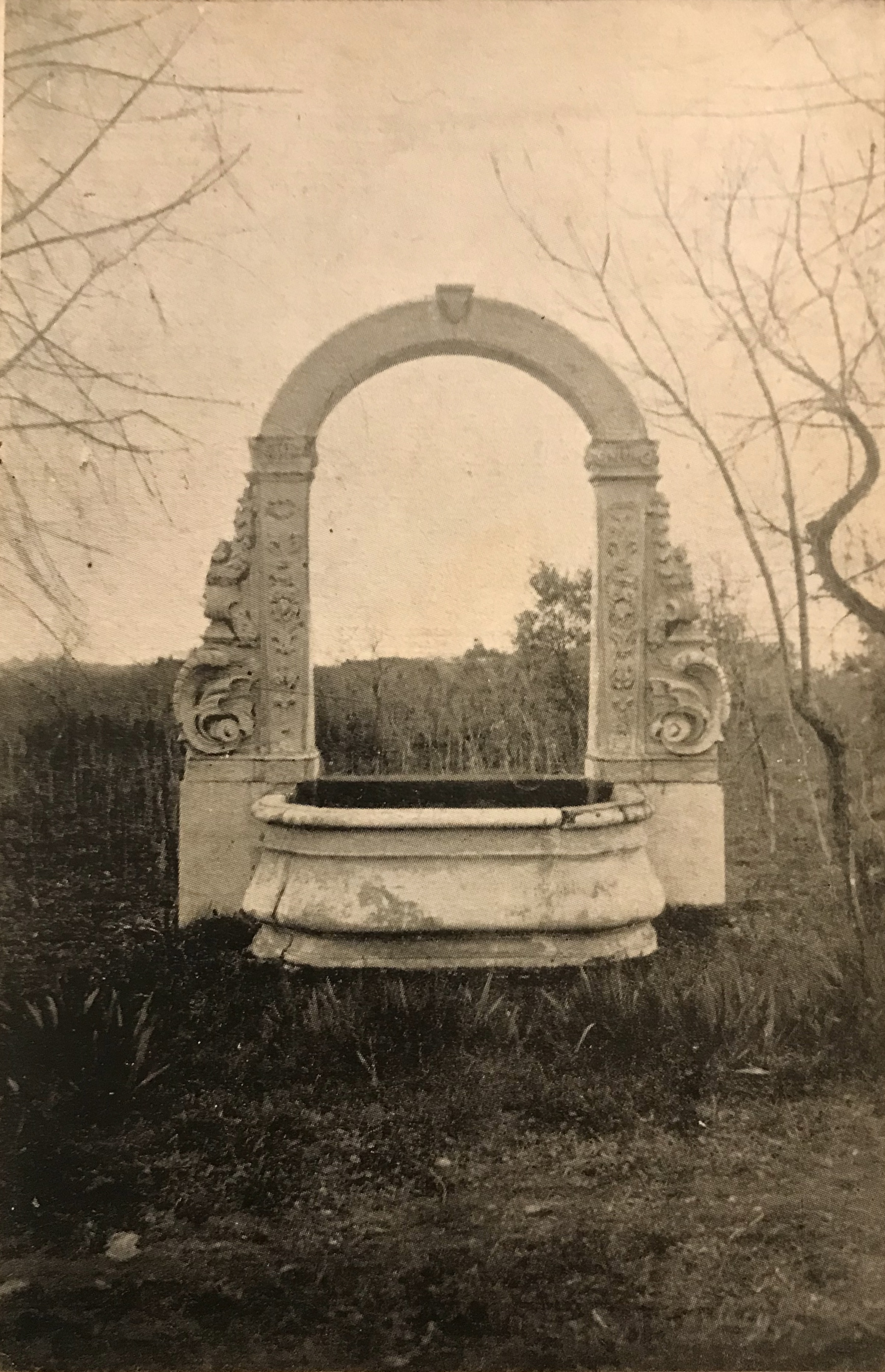
Marmorbrunnen aus dem 15. Jahrhundert, den es heute nicht mehr gibt

Nach dem Tod der Markgräfin Eleonora 1973 begann für die Villa eine lange Zeit des Niedergangs. Tapeten und die wichtigsten Einrichtungsgegenstände wurden entfernt. Das Gebäude wurde in ein Kinderheim und eine Grundschule mit dem Namen „Il Giglio“ und später „Scuola Heidi“ umgewandelt. In ungefähr 40 Jahren wurden aus dem Garten mehrere für die Gärten am Vesuv typische Objekte und Bauten von bedeutendem historischen Wert gestohlen, darunter ein Brunnen aus dem 15. Jahrhundert, der aus ersten Ansiedlung der Familie De Cillis im Königreich beider Sizilien stammte.
2013 wurden bedeutende Restaurierungsarbeiten an dem Landhaus durchgeführt, um sowohl die Festigkeit des Gebäudes als auch die Zitrusgärten zu erhalten. Die Restaurierung folgte Erhaltungsrichtlinien, sodass alle klassizistischen Elemente und die des Jugendstils erhalten blieben. Wo dies nicht mehr möglich war, nahm man alte Zeichnungen der Architekten der damaligen Zeit zur Hand, dank derer zahlreiche Gitter, Tore, Beleuchtungskörper, Türen und Möbelstücke wieder eingefügt werden konnten. Die Arbeiten betrafen auch die Wiederherstellung des alten Gartens nach dem Geschmack der für den Vesuv typischen Vegetation.